# Pożar Peshtigo
Pożar Peshtigo – pożar, który 8 października 1871 strawił miasteczko Peshtigo w stanie Wisconsin. Katastrofa spowodowała śmierć największej liczby istnień ludzkich z powodu ognia w dziejach Stanów Zjednoczonych. W związku z tym, że wybuchł on tego samego dnia co "wielki pożar Chicago", pożar Peshtigo pozostaje wydarzeniem prawie nieznanym.  Również tego samego dnia miejscowości Holland i Manistee po drugiej stronie jeziora Michigan padły ofiarą ognia, podobnie jak Port Huron na południowym krańcu jeziora Huron.

## Pożoga

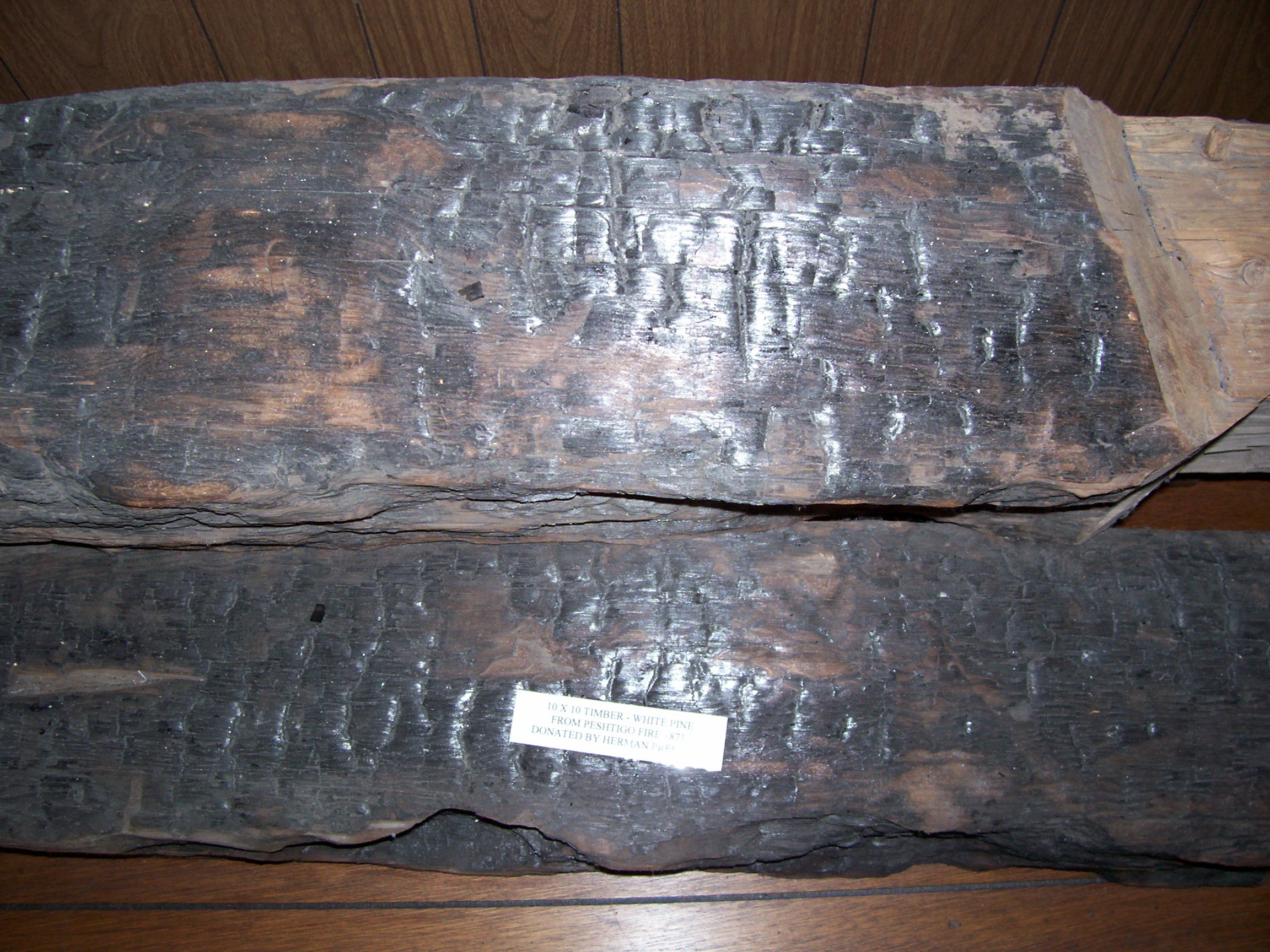
Pozostałości po pożarze

8 października nadciągnął od zachodu zimny front, a wraz z nim bardzo silny wiatr, który rozniecił małe lokalne pożary i spowodował zamienienie się ich w morze ognia.  Nim wygasł, ogień strawił 4850 km² lasu, obszar odpowiadający wielkości stanu Rhode Island w USA (według niektórych źródeł nawet 6000 km²). Spłonęło dwanaście miejscowości w stanach Wisconsin i Michigan. Dokładnej liczby ofiar śmiertelnych nie udało się ustalić, bowiem ogień zniszczył wszystkie dokumenty, w tym także spisy ludności. Szacuje się, że śmierć poniosło od 1200 do 2500 osób. Raport sporządzony w roku 1873 przez legislaturę stanową wymienia 1182 nazwiska zmarłych w wyniku pożaru lub zaginionych w tym samym czasie mieszkańców.  Peshtigo liczyło przed pożarem około 1700 mieszkańców. Ponad 350 ciał pochowano w masowym grobie, bowiem nie znalazł się nikt, kto mógłby je zidentyfikować. Część nazwisk zidentyfikowanych ofiar można uznać za polskie lub polskobrzmiące; na obszarach objętych pożogą znajdują się miejscowości o nazwach Pulaski i Sobieski.
Płomienie były tak wielkie, że zdołały przerzucić się ponad rzeką Peshtigo i spalić do cna miasto położone na obu jej brzegach. Wątpić należy, że ogień pokonał również szeroką na kilka mil zatokę Green, niemniej w tym samym czasie spłonęła część lasów półwyspu Door. Świadkowie opowiadali, że miejscami tworzyły się ogniowe "tornada" porywające w powietrze wagony kolejowe i domy. Większość z tych, którzy przeżyli ową "burzę ogniową", uratowali się dzięki zanurzeniu w rzece lub innych (jak studnie czy stawy) zbiornikach wodnych; byli jednak tacy, którzy potonęli lub ugotowali się żywcem.
Ogień był całkowicie nieobliczalny. Jeden z uratowanych uciekał wraz z całą 5-osobową rodziną dwukonnym wozem. W pewnym momencie jeden z koni przewrócił się, a ściana ognia była coraz bliżej. Mężczyzna zeskoczył z wozu, by podnieść lub wyprząc konia, ale gdy wrócił na wóz wszyscy jego bliscy byli martwi. Rzucił się więc w rów przydrożny, a gdy pożar przetoczył się dalej nie znalazł nawet śladu po wozie, koniach i ludziach. Inny mieszkaniec Peshtigo wzniósł na krótko przed pożarem murowany dom. Na widok płomieni schronił się w rzece, a gdy wrócił okazało się, że dom ocalał, przy czym wszystko w odległości stu metrów uległo zwęgleniu.

## Próby wytłumaczenia zjawiska
Najnowsza publikacja Denise Gess i Williama Lutza, przedstawia dokładnie przebieg wydarzeń. Zdaniem Lutza, "Burza ogniowa nazywana jest naturalną eksplozją nuklearną. To fala płomieni wysoka na kilometr i więcej, szeroka na osiem kilometrów, gnająca z szybkością 150-200 km/godz. Gorętsza niż krematorium zamienia piasek w szkło."

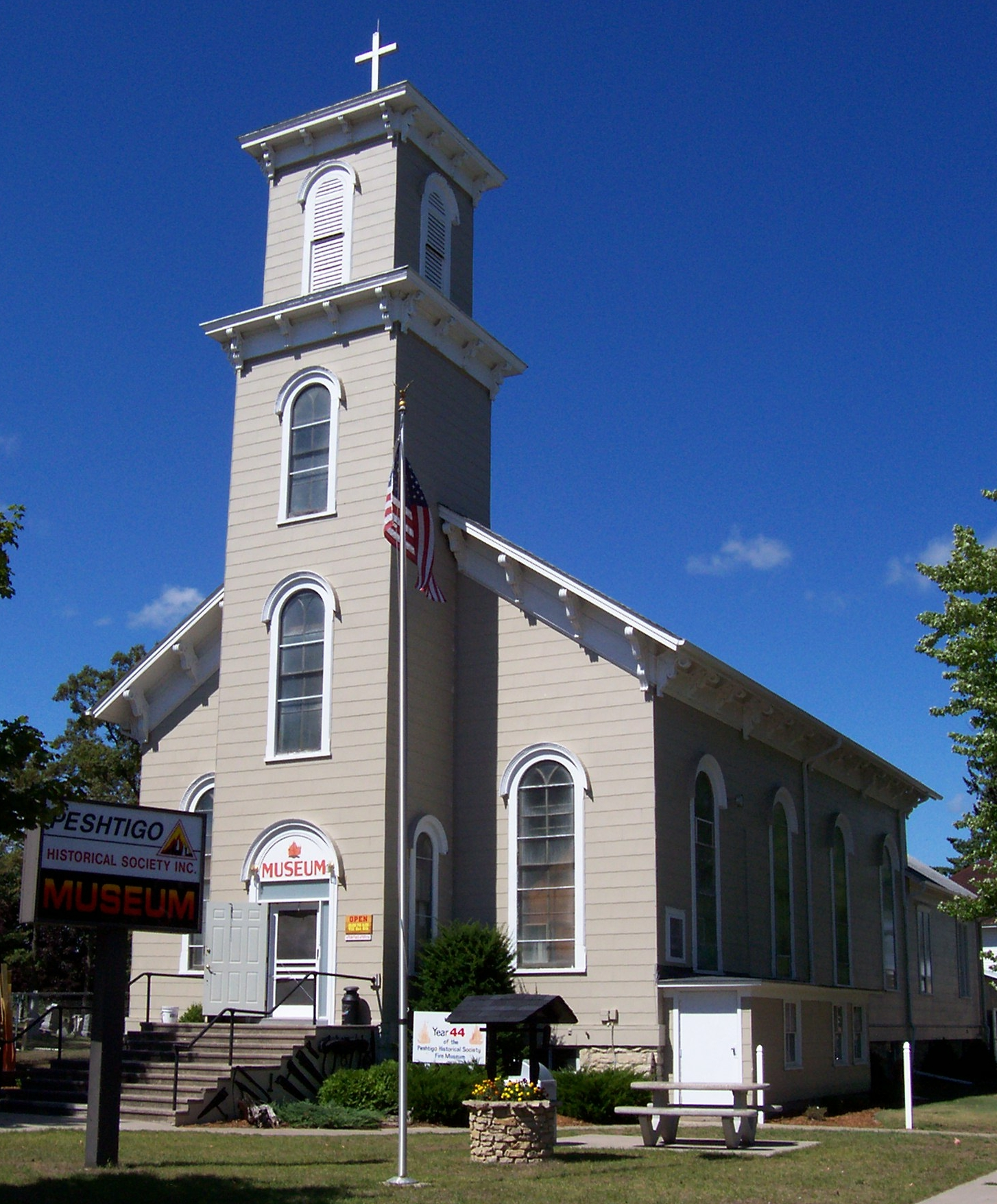
Peshtigo Fire Museum

Niezwykłe połączenie wiejącego z dużą siłą wiatru, takiego a nie innego ukształtowania powierzchni oraz dyslokacji zarzewi ognia, co razem przyczyniło się do powstania burzy ogniowej, nazwane zostało efektem Peshtigo. Ów paradygmat był bardzo wnikliwie badany przez tych amerykańskich i brytyjskich planistów w czasie II wojny światowej, którzy zamierzali wywołać podobne skutki podczas bombardowań niemieckich i japońskich miast. Bombardowanie Drezna i nawet bardziej niszczycielskie bombardowanie Tokio przy użyciu bomb zapalających przyniosło śmierć porównywalnej lub nawet przewyższającej skutki zrzucenia bomb atomowych na Hiroszimę i Nagasaki liczby ofiar.
Ciekawym – i do dziś nie wytłumaczonym elementem – jest pożar lasów na południowej części półwyspu Door. Przeskoczenie ognia nad 2-3 mile szeroką zatoką wydaje się nieprawdopodobne. Wnioski nasuwają się jednak same: albo były tam odrębne zarzewia ognia wzniecone tym samym silnym wiatrem, albo pożar spowodowany został przez czynniki zewnętrzne, których przyczyn do końca nie znamy.
Kontrowersyjna teoria, po raz pierwszy wysunięta w roku 1883, zakłada, że oba pożary, w Peshtigo i Chicago, nie wybuchły tego samego dnia przez przypadek, ale że zostały spowodowane upadkiem meteorytów będących fragmentami komety 3D/Biela. Jednakże teoria ta nie jest (według specjalistów z NASA) przekonująca, bowiem meteoryty w chwili zetknięcia z powierzchnią Ziemi są zimne. W okolicach Peshtigo – przed wielkim pożarem – wzniecono co najmniej kilka niewielkich pożarów w celu oczyszczenia gruntów pod uprawy i budowę linii kolejowej (od kilku tygodni zadymienie obszaru było tak intensywne, że statki na jeziorze Michigan musiały używać sygnałów mgłowych); w tej sytuacji żadne dodatkowe źródło ognia nie było potrzebne.

## Spuścizna
Peshtigo Fire Museum, położone nieco na zachód od autostrady międzystanowej nr 41, składa się na mało znaczącą kolekcję pamiątek po pożarze, spisane relacje tych, którzy przeżyli katastrofę oraz niewielki cmentarz ofiar.
Tydzień Ochrony Przeciwpożarowej (ang. National Fire Protection Week) obchodzony jest w USA w październiku na pamiątkę wielkiego pożaru Chicago, który (jeśli chodzi o liczbę ofiar) był wydarzeniem na niewielką skalę w porównaniu z zapomnianą pożogą w Peshtigo.
W czasie roku szkolnego 2004/05 Orkiestra Szkoły Średniej w Peshtigo wystąpiła z utworem wokalno-instrumentalnym "The Finger of God", dla upamiętnienia pożaru Peshtigo.  W utworze, skomponowanym przez Johna Georgesona, wykorzystano fragmenty opowiadań tych, którzy przeżyli.